# Зиново (Роменский район)
Зиново (укр. Зінове) — село,
Пустовойтовский сельский совет,
Роменский район,
Сумская область,
Украина.
Код КОАТУУ — 5924187904. Население по переписи 2001 года составляло 31 человек .

## Географическое положение
Село Зиново находится между сёлами Малое и Правдюки (2 км).
По селу протекает пересыхающий ручей с запрудой.